# За новую жизнь
«За новую жизнь» — еженедельная газета городского округа Зарайск Московской области.

## История

### Советский период
Газета начала выходить в августе 1918 года под названием «Известия Зарайского исполнительного комитета Совета рабочих, крестьянских и красноармейских депутатов». Созданная новой советской власть, она пришла на смену «Зарайским епархиальным ведомостям», которые издавались здесь в 1862—1917 годах.
Впоследствии название газеты неоднократно менялось — «Власть труда» (1920-е годы), «Нитка» (1926), «Производственная газета» (1929), «Районная газета» (1930), «Смычка» (1930—1951), «Новая жизнь» (1952—1963). Издавалась как газета рабочих и служащих производственных предприятий (фабрик и заводов) города Зарайска, впоследствии как орган Зарайского райкома ВКП(б), райкома и горкома КПСС, районного (позже городского) Совета народных депутатов.
Со 2 апреля 1963 по 2 апреля 1965 года не издавалась. С 1965 года газета выходит под современным названием «За новую жизнь».

### Постсоветский период
С 1997 года в качестве вкладки в газете ежемесячно выходят посвящённые православной тематике «Никольские листки», которые издаёт приход Никольского храма Зарайска.
1 января 2005 года учредителями газеты стали областное государственное учреждение «Информационное агентство Зарайского района Московской области», администрация Зарайского района (сейчас городской округ Зарайск) и администрации сельских поселений района.
В 2021 году газета выходит еженедельно на 16 полноцветных полосах формата A3 тиражом 3000 экземпляров. Газета охватывает широкий круг тем: экономику и социальную сферу городского округа, публикует материалы об истории Зарайска, местных жителях, досуге, спорте.

## Редакция
Редакция располагается в Зарайске по адресу: ул. Благоева, 6.
Среди известных журналистов газеты прошлых лет — зарайский скульптор, краевед и общественный деятель Владимир Полянчев. Он был литературным сотрудником издания с 1950 года.

## Библиографические сведения
За новую жизнь : общественно-политическая газета городского округа Зарайск, 1965, № 1 (3 апр.) — / учредитель: государственное автономное учреждение Московской области «Ступинское информационное агентство Московской области», Администрация городского округа Зарайск Московской области, государственное автономное учреждение Московской области «Редакционно-информационный центр Московской области». — Зарайск, Московская область, 1918—1963, 1965 -. — 42-47 см. Прил. на стр. газ.: Никольские листки; тематич. стр.: Вестник местного самоуправлени.
Сведений нет: 1920, 1923—1928 г. г. (по сообщению РКП)
Перерыв в издании: 1963, 29 апр. — 1965, 2 апр. (по сообщению РКП)
С 1963, 1 мая — 1965, 20 янв. (см. газ. «По ленинскому пути» (Луховицы, Московская область))
В 1934, № 32-34 вышли в качестве объединённого номера под загл.: «Смычка» — «Красный Восток» (№ 10-12) — «Трибуна ударника» (№ 12-14) — «Комсомолец» (№ 5-7); № 84а вышел в качестве объединённого номера под загл.: «Смычка» — «Краснознаменец» (№ 22); № 95 вышел в качестве объединённого номера под загл.: «Смычка» — «Трудиться честно» (№ 4); № 138 вышел в качестве объединённого номера под загл.: «Смычка» — «Комсомолец» (№ 33); № 139а, 275 вышли в качестве объединённого номера под загл.: «Смычка» — «Красный Восток» (№ 41, 68); № 179 вышел в качестве объединённого номера под загл.: «Смычка» — «Красный Восток» (№ 45) — «Трибуна ударника» (№ 64); В 1935, № 25 вышел в качестве объединённого номера под загл.: «Смычка» — «Знамя Политотдела» (№ 5); № 179, 193 вышли в качестве объединённого номера: «Смычка» — «Красный Восток» (№ 53, 59)
В подзаг.: 1918—1919 без подзаголовка; 1929, № 1 (1 авг.) газета рабочих и служащих производственных предприятий города Зарайска; 1929, № 2 (28 авг.) — 1930, № 19 (11 июня) газета рабочих и служащих фабрик и заводов города Зарайска; 1930, № 20 (27 июня) без подзаголовка; 1930, № 21 (11 июля) — 23 (31 июля) зарайская фабричная газета; 1930, № 24 (7 сент.) газета Зарайского РК ВКП(б), РИК(а) и райпрофсовета; 1930, № 26 (17 сент.) — 34 (27 окт.) пятидневная газета Зарайского РК ВКП(б), РИК(а) и райпрофсовета; 1930, № 35 (2 нояб.) — 1931, № 71 (дек.) пятидневная газета Зарайского РК ВКП(б), РИК(а), РК ВЛКСМ, РПС; 1932, № 1 (янв.) — 79 трехдневная газета Зарайского РК ВКП(б), РИК(а), РК ВЛКСМ и РПС; 1932, № 84 (окт.) — 1935, № 34 (2 марта) орган Зарайского РК ВКП(б), райисполкома и РК ВЛКСМ ; 1935, № 35 (март) — 1939, № 117 орган Зарайского райкома ВКП(б) и райисполкома; 1939, № 118 (июль) — 1940, № 19 орган Зарайского горкома ВКП(б) и райисполкома; 1940, № 20 (февр.) — 1952, № 121 орган Зарайского горкома ВКП(б) и райсовета; 1952, № 122—1962, № 82 орган Зарайского горкома КПСС и райсовета депутатов трудящихся;
В подзаг.: 1962, № 83 — 1977, № 122 орган Зарайского горкома КПСС и горсовета депутатов трудящихся Московской области; 1977, № 123—1991, № 101 орган Зарайского ГК КПСС и горсовета народных депутатов Московской области; 1991, № 102 (27 авг.) — 1994 общественно-политическая газета; 1995, № 1 (1 янв.) — 1996, № 25 (24 февр.) без подзаголовка; 1996, № 26 (27 февр.) — 2004, № 144 (14 дек.) общественно-политическая газета Зарайского района; 2004, № 146 (18 дек.) — 2005, № 149 (27 дек.) общественно-политическая газета; 2005, № 150 (31 дек.) — 2007, № 34 (8 мая) газета Зарайского района; 2007, № 35 (11 мая) — 2011, № 16 (28 апр.) газета Зарайского муниципального района; 2011, № 17 (5 мая) — 2017, № 20 (18 мая) общественно-политическая газета Зарайского муниципального района; 2017, № 21 (25 мая) — 2017, 52 (28 дек.) общественно-политическая газета Зарайского района; 2018, № 1 (4 янв.) — общественно-политическая газета городского округа Зарайск
я